# Unterrainz
Unterrainz je naselje v Občini Šentjurij v Labotski dolini v Okraju Volšperk na Koroškem v Avstriji.